# Српски војни санитет у Првом светском рату
Српски војни санитет у Првом светском рату је хронолошки приказ догађаја кроз који је прошла санитетска служба српске војске, у немилосрдној борби за опстанак, у Првом светском рату. Дана 28. јула 1914. почео је Први светски рат. Краљевина Србија ратовала је против Аустроугарске и других Централних сила од 28. јула 1914. када јој је аустроугарска влада објавила рат па све до капитулације Аустроугарске 3. новембра 1918. године. Прве године рата Србија је потукла аустроугарску Балканску војску. Наредне године њена војска суочила се са Тројном инвазијом. Не желећи да се преда српска војска се повукла преко Албаније. Тако је почела албанска голгота у току које је српска војска и њена Влада, заједно са једним делом становништва евакуисана на Крф и Северну Африку, где се одморила, залечила ране, наоружала, опремила и реорганизовала. Потом је пребачена на Солунски фронт где је већ 1916. године забележила прве војне успехе. Захваљујући српским војним победама и дипломатији створена је Краљевина Срба, Хрвата и Словенаца.
У овом најстрашнијем тренутку за српску војску, у Првом светском рату, војни санитет дејствовао је све време повлачећи се, прво по целој Србији, а потом по снегом окованим врлетима Албаније и Црне Горе, глибовима дивљег албанског приморја и у бродовима по валовитом Јонском мору све до доласка на острво „спасења“, Крф. На Грчком тлу, усред помора, у „лавовојској борби“ против хаоса, српски војни санитет је несебично жртвујући своје људске ресурсе, уједно био на путу ка сопственој обнови у изгнанству, која је условила реорганизацију српског војног санитета. Њено ново устројство, настало на Грчком тлу уз помоћ савезника, управо, до краја рата биће „база ратног санитета“ Српске војске, до повратка у Србију.

## Укупан број мобилисаних бораца српске војске
Укупан број бораца I и II позива српске војске износио је 336.063, III позива 52.392, последње одбране 6.220 и 27.756 људи у војним станицама, санитетским и профијантским возовима, тако да је до септембра 1914. укупно мобилисано 423.441 лице, међу којима 870 виших и 3.869 нижих активних и резервних официра и 1.485 административних чиновника и обвезника чиновничког реда. Војска је од транспортних средстава располагала и са 57.718 коња, 42.611 волова и 23.558 кола, као и око 60 војних и реквирираних теретних и путничких аутомобила и три санитетска воза.
У току 1915. формиране су још две дивизије, Брегалничка (18.280 људи) и Вардарска (9.530 људи), па је српска војска у свом формацијском саставу у време аустро-угарско-бугарско-немачке офанзиве у јесен 1915. године имала 13 пешадијских и једну коњичку дивизију, док је до новембра 1915, према подацима српске Врховне команде, упућен позив на мобилизацију за још 207.500 људи. Укупно бројно стање српске војске 6. октобра 1915, на дан отпочињања офанзиве Централних сила износило је 404.020 официра, подофицира и војника.
И војни аутомобилски транспорт претрпео је велики развој након формирања Аутомобилске команде марта 1915. која је до јесени 1915. године располагала са 334 моторна возила (углавном камиона носивости од 1,5 до 2,5 тоне) којима је поред 329 српских управљало и око 100 француских војних шофера.

## Стање у војном и грађанском санитетету у „предвечерје” Првог светског рата
Србија је на почетку Великог или Првог светског рата имала, и за мирнодопске услове, мањак у лекара. Рат је Србију затекао са око 4.500.000 становника и грађанским и војним санитетом, који је укупно имао само 450 лекара, рачунајући ту старе и младе лекаре али и жене лекаре. Пуковник др Пуковник др Лазар Генчић у свом предавању у Официрском дому, уочи самих ратова 1912—1918, закључио је: '„Ми у ствари немамо војни санитет, већ једну малу групу грађанских лекара обучених у униформе санитетских официра.
Бројно стање мобилисаног санитетског кадра
За рат против Аустро-Угарске Царевине 1914. године Србија је мобилисала, 532.000 грађана, од тога 409 лекара, међу којима је било 17 жена. Са свега 409 мобилисаних лекара, од тога је 25 било хирурга, 203 медицинара, 190 апотекара и 60 ветеринара, санитетска служба је требало да одговори на све изазове који су јој се наметали. 
Стање обучености војног саниетета
Обученост болничара за ратне услове била је незадовољавајућа, а њихов број јако мали. Болничари су се налазили само у пуковским превијалиштима, дивизијским завојиштима и пољским болницама. У позадинским болницама радиле су као болничарке добровољке и болничари трећег позива.
Слабо развијена, школована, готово без средстава и довољног броја кадрова за рад, превентивна служба, која је поред Пастеровог завода у Нишу, имала још само шест специјалиста из области бактериологије и хигијене (који су, истовремено радили и као трупни лекари), није била у стању да отговори свим епидемијскм изазовима који су се пред њу постављали.
Попуњеност и стање ратне медицинске опреме
Опрема и средства намењена првој помоћи, опште медицинском и хируршком раду на бојишту, по оцени српских и страних хирурга, била је задовољавајућа. Санитетска ратна материјална средства, било које врсте, била су набављена у потребној количини, али неравномерно распоређена, често пакована у гломазне сандуке и недовољно попуњена. Велики проблем био је непостојање санитетских складишта на више локација у Србији, па се често морало одлазити у Ниш по опрему и материјал. Средства за евакуацију била су неподесна и недовољна.
Сви санитетски цивилни магацини и магацини Црвеног крста били су потпуно испражњени. Црвени крст је једино располагао са 20.000 кревета осталих после балканских ратова, али убрзо се успоставило да је за рат потребно обезбедити најмање 100.000.
Разлози за лоше стање у војном санитету
Велику кривицу за то имао је однос војног врха према санитету, након Балканских ратова (упркос напорима др Владана Ђорђевића и др Мике Марковића), да то исправе, био је потцењивачки. На санитет се ни изблиза није гледало с дужним уважавањем као што се гледало на коњицу или артиљерију. До разумевања санитета и испуњавае његових потреба, тешко се долазило. 
Срећне чињенице за војни санитет на почетку Великог рата
И са тако малим бројним стањем на сву срећу чињенице на почетку Великог рата ишле су на руку санитетској служби; те су још пре повлачења у Србији почела да се појављују ако не у дословном смислу специјалистичка, а оно барем – посебна одељења, која су унапредила збрињавање повређених и оболелих. Тако су у Пирот – што је врло мало познато – из свих резервних и пољских болница слати оболели од тетануса, а у Нишкој војној болници основана је служба за збрињавање главе и вилица. Али даљи ток догађаја негативно се одразио на започету експанзију српског санитета. Застрашујуће епидемије пегавца, која је коштала живота многе лекаре и медицинаре, и разуме се – повлачење и албанска голгота, не само да су зауставиле овај процес већ су га и спустиле испод достигнутог нивоа.

## Српско ратно хируршко искуство и промена карактера ратне ране у Великом рату
Српско ратно хируршко искуство, пред почетак рата било је богато, захваљујући томе што је српска ратна хирургија у свим
ратовима (Балкански ратови) пратила је своју нацију и тиме постигла врхунске резултате у немогућим условима чиме је подносећи највеће жртве достигла светски врх. Међутим општа катаклизма Првог светског рата довела је до промена карактера ратне ране због измена у војној техници и тактици.
Први светски рат значајно се разликовао од претходних које је водила Србија...„не само по неупоредиво већем броју погинулих и рањених,  него и много тежим ранама код повређених“... Прве две ратне године (1914—1915) карактерише трауматска епидемија узрокована великим и крвавим биткама. Као резултат промене у војној техници и тактици, карактер ратне ране био је потпуно измењен.
Експлозивне повреде (шрапнел, граната, бомба) биле су заступљене са 73,7%, пушчане са 17,2%, контузије са 8,8% и повреде хладним оружјем у 0,3%.  Од 2.000 рањеника, њих 4,6% имало је повреду лобање, а искључујући морибунде, код оперисаних рањеника смртност је била 16%, а код оперисаних са повредом мозга смртност је била 28%.
 Иако са знатним искуствима у збрињавању рањеника, стеченим у претходна два Балканска рата, српски санитет од почетка суочен са недостатком лекара, хирурга, епидемиолога и санитетског материјала, једва је успевао да одгоовори свим потребама.
Велики недостатак за српски грађански и војни санитет била је чињеница да је Београд, дотле највећи болнички центар и окосница збрињавања рањеника и болесника у балканским ратовима (када су у њему функционисале 23 резервне болнице), овога пута као погранична варош био изложен борбеним дејствима непријатеља. Његову улогу морали су да преузму Ниш, Крагујевац и Скопље. У Београду су остали само болничари „неборци”, болничарке и болничко особље, неколико жена лекара и лекара неспособних за војну службу из здравствених разлога.

## Услови који су владали у српској војсци и њеном војном санитету у првим годинама рата
Знајући да су главне српске снаге концентрисане на северу Србије и сматрајући да је борбена вредност српске војске мала Поћорек је снагама предвиђеним за дефанзиву одлучио да нападне Србију 12. августа изјутра. Док је 2. армија вршила снажан демонстративан напад дуж обале Саве, трупе 5. армије почеле су форсирање Дрине. Војвода Путник је након сагледавања ситуације донео одлуку да непријатељу наметне битку маневарског типа. Аустроугарско командовање очекивало је одлучујућу битку на падинама западно од Ваљева. Њене трупе су у складу са ондашњом аустроугарском и немачком доктрином напредовале у 6 маршевских колона без армијске резерве. У ноћи између 15. и 16. августа 1914. године српска војска је започео битку која се 16. августа распламсала на падинама Цера, и која се 20. августа завршила потпуним аустроугарским поразом и протеривањем непријатеља из земље. Краћи прекид активних операција био је предах пред још теже борбе, што је омогоћило српској војсци и њеном санитету да попуни свој састав и опрему, одморила се.
Убрзо је уследила Трећа аустроугарска офанзива на Србију, која је била последњи покушај аустроугарске војске у 1914. години да самостално окупира територију Краљевине Србије. У међувремену је одступање 1. армије и Ужичке војске довело до повлачења целог фронта па је српска престоница остала без одбране. Аустроугари су заузели Београд без борбе и у њему су одржали тријумфалну параду 3. децембра.

### Ниш ратна престоница
Истовремено са објављивањем мобилизације (12/25. јула 1914) наређена је и евакуација Београда: Влада, Народна скупштина, Народна банка, Државна архива и Пресбиро премештени су у Ниш, који ће бити ратна престоница Краљевине Србије од 13/26. јула 1914. до 3/16. октобра 1915. Врховна команда је пребачена у Крагујевац. У Крушевац су пребачени Државни савет, Народна банка, Касациони и Апелациони суд.
Ниш је тако постао не само ратна престоница Краљевине Србије већ и значајан центар свих збивања у Србији све до повлачења октобра 1915. године. Ниш, у коме се склонио остатак државноности Србије на издисају, и све што се могло преселити из српске престонице, од вароши са око 30.000 становника нарастао је у град са преко 120.000 житеља, такорећи преко ноћи. Влада, Скупштина, дипломате, висока администрација, политички и уметнички свет, новинари, књижевници; небројене избеглице из Београда и северних градова, пуниле су не само нишке мале, хотеле и друга свратишта, већ и болнице, а празних постеља већ након неколико дана више није било.
Повољан географски положај Ниша у односу на линију фронта и добра повезаност железничком пругом омогућавала је брзу и ефикасну евакуацију рањеника и болесника. Како би се у граду створили повољни услови за прихват и лечење рањеника и болесника, који су од 
октобра 1914. године, до октобра 1915. скоро свакодневно, до Ниша превожени у пет санитетских возова. Санитетским возом број 1 командовао је Нишлија др Милан Петровић.
И поред тога што је постојала опасност од напада на Ниш бугарске војске и устанка албанског становништва на Косову, у супротном смеру ка Колубари, из Ниша су се повратним транспортом кретали мобилисани војници. Са Моравском дивизијом првог и другог позива, из Нишког гарнизона упућен је и део Моравске сталне војне болнице, на челу са др Драгутином Петковићем (начелником одељења за унутрашње болести). Колико је ова одлука била исправна говори податак да је контраударом српске војске покушај офанзиве аустрогарске војске завршио поразом у Колубарској бици (15. децембра 1914. године). Блистава победа српске војске на Колубари била је увод у вишемесечни прекида борби са технички надмоћнијим противником.
Након сврставања Бугарске на страну Централних Сила (6. септембра.1915), српска влада постала је директно угрожена и у Нишу. Град тог месеца постао мета Бугара због свог положаја на железничкој комуникацији Београд — Солун, али и због претензија Бугарске на југоисточне делове Србије. До отвореног непријатељства између две земље дошло је први пут 12. октобра 1915. године, када је бугарска влада објавила рат Србији.
Од уласка Бугара у рат, на страни Аустроугарске, ствари за српску владу иду нагоре; поред опасности од Бугарске војске на истоку, у Нишу је почео да расте број заражених туфусом, чија ће епидемија у наредним месецима однети неколико десетина хиљада живота широм Србије. Србија је постала толико угрожена да јој је претило заробљавање од Бугара. Да би то спречила српска влада се евакуисла у Косовску Митровицу и Крушевац (16. октобра 1915), само десетак дана пре бугарског улаза у Ниш. Заједно са државном администрацијом, на путу са српском владом кренуо је и целокупни дипломатски кор.
Град Ниш је препуштен Бугарима који улазе у њега 6. новембра 1915. године и постају његови господари у наредне три године. Тако је отпочео егзодус српског народа у албанској голготи у Великом рату.

### Епидемије заразних болести, нови проблем за српски санитет
Међутим већ крајем 1914. године бројно стање српског санитета је десетковано. Епидемија пегавца и рекуренса захватила је народ војску и цео њен санитет. Жртве ових епидемија били су и припадници санитета. Највише су тада помрли млади лекари, поручници. Епидемија пегавца, најпре је захватила ратне заробљенике, становништво па војску, јер је у анексираном делу Босне и Херцеговине (Аустро-Угарска) био присутан пегавац и рекуренс.
Прве оболеле војнике, од повратног и пегавог тифуса у Србији, открио је бактериолог др Були М., непосредно после Церске битке, августа 1914. године, у пољској болници, лоцираној у Јаребицама. Након тога, према Булијевим казивањима;
...број оболелих је почео да расте из дана у дан, али је, доста касно, постало јасно са каквим се непријатељима човека, у том тренутку, Србија суочава.
Пегавац се у српској војсци октобра 1914. године, све више ширио а централно жариште обољевања и умирања било је Ваљево. Ту је епидемија почела али ... 
Није сасвим тачно утврђено где се болест најпре појавила. Можда се истовремено јавила код избеглица из Мачве и Подриња, у српској војсци или међу аустроугарским војницима ... У Ваљеву је умрло више од 3.500 војника, док је број умрлих цивилних лица био далеко већи.
Према извештају пуковник др Душан Стефановића, почетком децембра 1914. године (делимично приказаног на доњој табели), у болницама широм Србије, налазило се око 40.000 болесника, од чега 1.818 са заразним болестима, од чега је 1.499 (82,5%) болесника имало неки од три облика тифуса.
| Стање на дан      | Typhus abdominalis број (%) | Typhus recurrenc број (%) | Typhus exanthematicus број (%) | Dysenteria број (%) | Остале болести број (%) | УКУПНО број (%) |
| ----------------- | --------------------------- | ------------------------- | ------------------------------ | ------------------- | ----------------------- | --------------- |
| 12. децембар 1914 | 383 / 21,1                  | 986 / 54,2                | 130 / 7,2                      | 174 / 9,5           | 145 / 8,0               | 1818 / 100      |

Крајем децембра 1914. према записима генерала др Симе Карановића, епидемија сва три тифуса се распламсава, па се, од 1818, 12.12.1914. године, број оболелих повећава за више од 50%, и 24.12 1914. године достиже број од 2.990. оболелих.
Санитет српске војске је правилно поступио и за 1914/15. године одредио као стратешки циљ развашљивање. Нажалост, то није било довољно; фалило је ефикасно тактичко средство. Адекватно тактичко решење против епидемије открила је енглеска војна мисија у Србији. Био је то њихов научни допринос преживљавању српског народа, а огледао се у примени импровизираних парних апарата (енгл. barrel disinfector), у српској војсци често називаног „српско буре“" (енгл. Serbian barrel disinfector) и других мера развашљивања. У том циљу два санитетска воза (која су до затишја превозила рањенике) преименована су у возове за дезинфекцију и депедикулацију (развашљивања). Један је саобраћао јужно од Сталаћа, други северно, а трећи, на прузи узаног колосека Сталаћ-Ужице. Задатак ових санитетских возова је био:
 Дезинфиковати све железничке станице, све путничке возове, радионице и локале у којима борави или спава железничко особље, трећепозивци и заробљеници који су употребљавани за рад. Вршене су и антитифозне вакцинације свег железничког особља, њихових породица, трећепозиваца, свих оних који су на ма који начин били упослени на железницама“...
Иако је прву ратну годину завршила као победник Србија је била исцрпљена због огромних људских губитака и обимних разарања њених најплоднијих области. Осећао се недостатак и људске и сточне хране, санитетског материјала и опреме. Све се морало набављати из иностранства па су чак сено и слама увожени из Русије.

#### Ваљево „град болница“
Према ратним плановима српске владе, од 26. фебруара 1914. године, предвиђено је да у случају рата у Ваљеву буде 11 општинских објеката са 2.210 болесничких кревета. Међутим стварна ситуација на почетку ратних дејстава надмашила је сва очекивања, што је захтевало хитну корекцију у првобитним плановима.
Уочи рата у Ваљеву су постојале само две болнице: Ваљевска окружна болница (са хируршким павиљоном) и Стална војна болница Дринске дивизије, којом је руководио санитет мајор, др Павле Војтех, обе са скромним смештајних могућности.
Измена тежишта дејства аустро-угарске војске наметнула је српској војсци нову оријентацију одбране. У Церској бици и касније Бици на Дрини, главни токови рањеника ићи ће преко Ваљева. Грађани су самоиницијативно организовали Одбор за дочек рањеника преко којих је ангажован велики број ваљевчана. Ваљево се у тим условима нашло у позадини фронта, и постало је централно место одакле се не само командовало непосредном ситуацијом на бојишту, већ и санитетски збрињавала и лечила маса повређених и оболелих војника и избеглог становништва са борбеним дејствима захваћеног подручја.
Према казивању др Арчибалда Рајса, Ваљево је постало главни стан српске војске, због велике концентрације војника, рањеника и избеглица која је утицало на то да број становника Ваљева (градића са 10.000 становника) достигне цифру од 100.000.
После битака на Церу, Јадру, Гучеву, Борањи, Јагодњи и Мачковом камену, Ваљево је било закрчено рањеницима, а на прилазним путевима, према сведочењу наредника 5. пука 2. армије:
...хаос! Возови, пешаци, коњи, све се заглавило ... дођемо у Завлаку. Ту је тек брука: рањеници; један мртав официр остављен на путу; други рањен моли за воду. Нико ни главу да окрене.
У граду, биле већ основане две болнице са 2.500 постеља, које нису било ни приближно довољне. Убрзо су у Ваљеву све школе, касарне, хотели, кафане, магацини, у претворене у стационаре. У њима су рањеници збрињавано на подовима, са или без сламе и покривача. И док су тешки рањеници лежали у овим импровизованим болницама, лаки рањеници су закрчили ваљевске улице. Тада је описан један чудан феномен који се у ратовима решава посебним мерама: 
Лако рањени су целог дана били закрчили ваљевске улице и прикупљали су се око завојишта ради превијања, а у подне и увече око казана ..., а тешко рањени са очајањем су чекали на ред да буду прегледани.
Формиране су и пољске болнице у околини Ваљева: Прва пољска болница Дринске дивизије првог позива у Бранковини, Друга пољска болница комбиноване дивизије у Грабовици, као и болнице у Коцељеви, Причевићима, Пецкој, итд.
У свом извештају, од 13. септембра 1914. године, о стању у Ваљевским болницама и српском санитету, упућеном претпостављеној команди, начелник санитета Врховне команде, пуковник др Лазар Генчић, тражећи хитну испомоћ, наводи;
Док смо у Првом балканском рату, у самом Београду имали око 30 болница и у њима је радило просечно око 100 лекара ... сада смо дошли у позицију да у Ваљеву на 7.000 рањеника, колики се број налазио пре неколико дана, имамо само 25 лекара.
О тешким проблемима у којима је био српски санитет говоре и ови подаци: на 1.200 војника био је само један лекар (што је недопустиво мало за ратне услове), а на једног хирурга долазило је 300-800 рањеника, зависно од војних операција. Хируршку помоћ, указивана је у временској оскудици, великом приливу повређених са недовољним бројем хирурга. Недостатак времена за квалитетан рад хирурга најбоље је описао бригадни санитетски ђенерал др Михаило Петровић, отац српске војне хирургије, речима:
 За време мира ми смо господари времена, а за време рата оно господари нама, јер то зависи од активности било наше било непријатељске.
Колико је та борба српских хирурга за сваки живот била напорна и неизвесна показује и податак да се само после Церске и Колубарске битке у Ваљево „слило“ и примарно збринуто 12.000 рањеника. Многи су касније распоређени по другим болницама у Србији.
Ситуацију у болницама погаршавао је и недостатак лекова, завојног материјала па чак и памука (вате, газе, завоја). Уместо санитетског материјала од памука на ране је стављана прокувана слама. Није било ни основних средства за одржавање хигијене и прање рубља (сапуна и других средстава).
Бежећи пред српском војском, без имало хуманости према својим војницима, непријатељ је у Ваљевској болници оставио близу 3.500 оболелих, претежно од заразних болести, што је још више погоршало епидемиолошку и здравствену ситуацију у овом граду.

#### Могући узроци епидемија
У епидемију пегавца је једним делом водила економска исцрпљености Србије до тада вођеним ратовима (од 1912 до 1914), а другим делом (не)хигијена у трупиним јединицама српске војске, као извор здравља или болести, која је била врло слаба:
Томе је узрок нехигијенско васпитање нашег народа, недовољан број лекара, никаква спрема и слаба организација. У царству нечистоће кужне клице нашле су своје гњездо, а паразити своје хранитеље. Да ли се може говорити о личној хигијени, кад је било тешко сачувати - ретко наћи кога, да нема ваши? ... Ваши су биле и на обрвама, и брковима и по глави као плева посути. "
Уочи Нове Године (1914/15) Ваљево и његову околину захватела је велика епидемија пегавог тифуса, која се као пошаст брзо ширила Србијом. А све је почело овако, према казивању српског књижевника Вељка Петровића:
 На Нову Годину (1915) стање у граду и у болници било је још ужасније. Ваљевчани се затворише у домове. Сви прозори застрти, капије закључане..., по тротоару, по улици мували су се, тетурали и лежали болесни војници, неки улазили, црвених образа и излуђених погледа удворишта и скакали у бунаре; неки су, побегавши из болнице, у кошуљама или голи, наги, испружених руку, ишли, ишли - некуда, тражећи ваљда воде, бежећи од огња који је буктао у њима и разгарао бедна њихова тела.
У борбу против заразе у Србији, најпре се супротставила мала група ваљевских лекара. На позив Српске владе имајући у виду озбиљност која је овом проблему придавана, одазвале су се бројне лекарске мисије (руске, француске, енглеске, америчке, шкотске, белгијске, холандске и остале) и поједини лекари добровољци. И поред огромне помоћи са стране заслуга у заустављању епидемије у првом реду припада српском санитету. Велики број међу њима умро је од пегавца несебично лечећи болеснике.

#### Чиниоци који су погодовали ширењу епидемија
Мада је болничка мрежа у Србији на почетку 1915. била свеобухватна, уз стално отварање нових стационара, све масовније обољевање у јануару и фебруару 1915. правезишло је све могућности и напоре цивилног и војног санитета у организационом погледу. Иако се и дан данас сматра да су заразу у Србију донели заробљени аустроугарски војници, све чешће се у епидемиолошкој литератури може прочитати (мада не увек документовано), да је:
Много вероватније да је епидемија свих облика тифуса била неизбежна последица постојећих услова: потпуног расула у целој земљи, неометаног тумарања бескућних избеглица и војника, хладноће, глади, опште немаштине и потпуног краха редовне здравствене службе
На основу ових и других сазнања из ретроградних студија, може се закључити да су ширењу заразе погодовали ови чиниоци:
1. Недовољно познавање узрока, начина ширења, и мера заштите против пегавог тифуса
Због недовољног познавања узрока и начина ширења заразе у Србији није било никаквих контролних прегледа, мера превенције или санитарне инспекције, и није било ни организованих амбуланти за збрињавање цивилног становништва.
2. Низак ниво опремљености и претрпаност болница
У условима пренатрпаности болесницима која је владала у српским болницама, са свега око 400 лекара, од којих се 360 разболело од пегавца, а једна трећина их је умрло било је изузетно тешко борити се против епидемије. Чак и међу чланови страних мисија који су дошли у Србију да помогну српским лекарима, такође је било угрожених: пет америчких лекара умрло је од пегавца, а од тринаест француских лекара само један није оболео, док су шесторица умрли.

Стање у претрпаном српским болницама, и практично немоћ српских лекара, у време епидемије пегавца, најбоље су приказали др Ричард Стронг, шеф једне америчке медицинске мисије, наводећи пример једне хируршке болнице са 400 кревета и 1.600 пацијената, у којој је 1.100 оболелих од тифуса у којој каже...
...епидемија пегавог тифуса која се десила у Србији 1915. године била једна од најстрашнијих за коју зна свет модерног доба
И др Виљем Хантер (1867-1937), шеф енглеске војно-медицинске мисије послате у Србију не да лече тифусаре већ да зауставе епидемију и који запрепашћен затеченим стањем каже...
...може се видети 1.000 оболелих за годину дана у некој земљи, али видети 1.000 оболелих у једном дану, то нисам нигде прочитао.
3. Лош однос према хигијене и превенцији заразе
Лош однос или, боље рећи, недостатак хигијенских навика и одсуство предузимања превентивних мера од стране болесника и становника Србије. Какав је однос српског народа према хигијени био најбоље су описале стране мисије или појединци који су у том периоду боравили у Србији. Тако је нпр. амерички новинаар Џон Рид (1887-1920) овако описао нехигијену српског становништва ...у овој земљи апсолутно нема хигијене...предузимање превентивних мера за Србе је био знак кукавичлука. На последице епидемије гледали су са неком врстом притајеног поноса, нешто слично као што се у средњовековној Европи гледало на кугу.
4. Брзо отпуштања са лечења тек прездравелих болесника
Рано отпуштени реконвалесценти (клицоноше) су својим кретањем на релацији војска-болница-кућа ширили заразу.

#### Последице
У најтежој фази епидемије у ваљевском крају је дневно умирало од 50 до 100 болесника, или према проценама 3.500 војника, а засигурно више од 4.000 становника.
Колико је епидемија узела маха говори смртност болесника која је била у сталном порасту, на нивоу целе Србије. Према подацима др Лазара Генчића, у српским болницама број оболелих био је већи од броја рањених. На дан 13. јануара 1915. године, број оболелих био је 29.503 а број рањених 22.017.
Према записима генерала др Симе Карановића у епидемији сва три облика тифуса, која је почела да букти крајем децембра 1914. године, број оболелих се од 2.990 (24.12.1914), „експлозивно“ повећао, на 17.198 (24. марта 1915). Највише оболелих, до марта 1915. године, било је од повратног тифуса. У марту, је дошло до наглог пораста броја оболелих од пегавца, на 60,2%, и смањењио се број оболелих од рекуренса, на 32,8%, од укупног броја оболелих од сва три облика тифуса.
Просечни морталитет, на почетку епидемије пегавца 1914. године био је 15%, да би, у периоду фебруар-март, на врхунцу епидемије, достигао просечних 60%, када се, у болницама, широм Србије, морталитет кретао од 19–65%, а према неким извештајима и значајно више.
Санитет српске војске је исправно поступи доношењем одлуке да у 1914/15. години њен стратешки циљ рада треба да буде развашљивање. Нажалост, то није било довољно; фалило је ефикасно тактичко средство. Адекватно тактичко решење против епидемије пронашла је енглеска војна мисија, а огледало се у примени партизанског бурета, запрашивању вашију и подизању личне и колективне хигијене на виши ниво.
| Стање по месецим  | Трбушни тифус број (%) | Повратни тифус број (%) | Пегави тифус број (%) | УКУПНО |
| ----------------- | ---------------------- | ----------------------- | --------------------- | ------ |
| 24. децембар 1914 | 753 / 25,2             | 2.114 / 70,7            | 123 / 4,1             | 2.990  |
| 24. јануар 1915   | 1.655 / 19,2           | 5.696 / 66,0            | 1.270 / 14,7          | 8.627  |
| 24. фебруар 1914  | 2.046 / 14,5           | 7.566 / 53,7            | 4.465 / 31,7          | 14.077 |
| 24. март 1915     | 1.524 / 8,9            | 7.550 / 43,9            | 8.124 / 47,2          | 17.198 |
| 24. април 1915    | 623 / 6,9              | 2.955 / 32,8            | 5.420 / 60,2          | 8.998  |
| 24. мај 1915      | 151 / 3,6              | 1.537 / 37,1            | 2.630 / 63,6          | 4.138  |
| УКУПНО            | 6.752 / 12,0           | 27.418 / 48,5           | 22.302 / 39,5         | 56.472 |

### Период затишја у знаку борбе против епидемија
Већи део друге ратне године карактерисало је релативно затишје, у првих девет месеци. „Затишје“ је српској војсци и напаћеном народу пружило прилику да се одмори, врати својим кућама из збегова, залечи ране војника и консолидује своје редова. Међутим овај период био је изузетно тежак за српски и цивилни санитет, и српски народ, јер није значио престанак смрти у Србији. Настало је период ратовања са епидемијама заразних болести, трбушног, повратног и пегавог тифуса и дизентерије, са којима се требало борити све до краја рата.

## Наставак ратних дејстава у 1915.
Ситуација се мења септембра 1915. Настаје прегруписавање аустроугарске и немачке војске на границама Србије, али овога пута са новим здруженим снагама непријатеља, којима прилази и Краљевина Бугарска, под централном командом фелдмаршал Аугуста фон Макензена.
Војишта су била на теренима северозападне Србије а Београд је услед непрекидног артиљеријског бомбардовања, постао „неупотребљив“ за збрињавање рањеника и болесника, као и његове многобројне добро опремљене болнице којих је током Балканских ратова у Београду било 36 (2 војне и 34 резервне).
Услед зверског поступања непријатељске војске према становништву на запоседнутим територијама Србије покренута је „река“ избеглица према југу земље и њеним градовима Нишу, Лесковцу, Врању, Скопљу. Француз Артур Гасо овако је описао застрашујући призор тих дана у Лапову: 
Маса прозеблог, већ изгладнелог народа опасује простор око железничке станице. Кад ли ће, да ли ће путнички воз који иде ка Нишу стићи нико не зна, осим да ће путовање до Ниша потрајати, у најбољем случају, 16 сати. Запат вашију по вагонима и железничким станицама био је неизбежан. Што ће захватити и санитетске возове; и они ће, попут превијалишта, завојишта, пољских, резервних болница постати расадници епидемије пегавца и рекуренса...
Са фронта на Дрини, Сави и Дунаву све више је пристизало рањеника у Ниш. Само у једном месецу нишке болнице су збринуле 6.000 рањеника.
Херојска одбране Београда није успела да заустави продора немачко-аустроугарских снага у северну Србију, као и напада Бугара са истока земље. Ратна срећа је напустила Србију. Српска војска је све више западала у критичну ситуацију, а убрзо се одустало од веровања у контраофанзиву након долазска савезника и њихове непосредне помоћ Србији, која је изостала. Напустивши Београд и северне делове Србије српски краљ заједно са српском војском и народом повлачио се према југу Србије, у нади да ће се спас наћи у повлачењу долином Вардара. У таквим условима санитет је био најслабија тачка у српској војци о чему говори овај цитат:
Зна се, када је војска у повлачењу, када је готово пред расулом санитет је најслабија њена тачка. Захтеван, и у погледу хране, материјала, људи, спор. Оптерећен најтежим моралним и стратегијским питањима. Шта с рањеницима, шта с болесницима? Кога и даље вући са собом, а кога оставити? Колико лекара, и санитетског особља, бива остављено да с рањеницима, болесницима, опремом, сходно Женевској конвенцији буде заробљено, а потом, њој упркос, понижавано и злостављано. Колико лекара, и санитетског особља, просто не може даље због слабог здравља? А колико ће их „нестати“ у поднебесним хладним горама?

## Албанска гологота
У Србији су сви знали, па и у војном санитету, да после великих битака у 1914. години, епидемије „три тифуса“ и затишја од неколко месеци након тога, рат није завршен и да се очекује његов наставак. То се и обистинило. У јесен 1915. године војска је била у пуној готовости, попуњеност јединицама српске војске било је око 411.000 војника и подофицира и око 9.000 официра.
Ситуација у Србији се променила септембра 1915.године, лада је настало прегруписавање аустроугарске и немачке војске на њеним границама, али овога пута са новим здруженим снагама непријатеља, којима прилази и Бугарска, под централном командом фелдмаршал Аугуста фон Макензена.
Војишта су била на теренима северозападне Србије а Београд је услед непрекидног артиљеријског бомбардовања, постао „неупотребљив“ за збрињавање рањеника и болесника, као и његове многобројне добро опремљене болнице којих је током Балканских ратова у Београду било 36 (2 војне и 34 резервне).
Услед зверског поступања непријатељске војске према становништву на запоседнутим територијама Србије покренута је „река“ избеглица према југу земље и њеним градовима Нишу, Лесковцу, Врању, Скопљу. Француз Артур Гасо овако је описао застрашујући призор тих дана у Лапову: 
Маса прозеблог, већ изгладнелог народа опасује простор око железничке станице. Кад ли ће, да ли ће путнички воз који иде ка Нишу стићи нико не зна, осим да ће путовање до Ниша потрајати, у најбољем случају, 16 сати. Запат вашију по вагонима и железничким станицама био је неизбежан. Што ће захватити и санитетске возове; и они ће, попут превијалишта, завојишта, пољских, резервних болница постати расадници епидемије пегавца и рекуренса...
Са фронта на Дрини, Сави и Дунаву све више је пристизало рањеника у Ниш. Само у једном месецу нишке болнице су збринуле 6.000 рањеника.
Херојска одбране Београда није успела да заустави продора немачко-аустроугарских снага у северну Србију, као и напада Бугара са истока земље. Ратна срећа је напустила Србију. Српска војска је све више западала у критичну ситуацију, а убрзо се одустало од веровања у контраофанзиву након долазска савезника и њихове непосредне помоћ Србији, која је изостала. Напустивши Београд и северне делове Србије српски краљ заједно са српском војском и народом повлачио се према југу Србије, у нади да ће се спас наћи у повлачењу долином Вардара. У таквим условима санитет је био најскабија тачка у српској војци о чему говори овај цитат:
Зна се, када је војска у повлачењу, када је готово пред расулом санитет је најслабија њена тачка. Захтеван, и у погледу хране, материјала, људи, спор. Оптерећен најтежим моралним и стратегијским питањима. Шта с рањеницима, шта с болесницима? Кога и даље вући са собом, а кога оставити? Колико лекара, и санитетског особља, бива остављено да с рањеницима, болесницима, опремом, сходно Женевској конвенцији буде заробљено, а потом, њој упркос, понижавано и злостављано. Колико лекара, и санитетског особља, просто не може даље због слабог здравља? А колико ће их „нестати“ у поднебесним хладним горама?
Након сврставања Бугарске на страну Централних Сила (6. септембра.1915), Србија је постала директно угрожена и са истока. До отвореног непријатељства између две земље дошло је први пут 12. октобра 1915. године, када је бугарска влада објавила рат Србији. Српски градов на југоситоку Србије постали су мета Бугара због свог положаја на железничкој комуникацији Београд — Солун, али и због претензија Бугарске на југоисточне делове територије Србије.
Од уласка Бугара у рат, на страни Аустроугарске, ствари за српску владу иду нагоре; поред опасности од Бугарске војске на истоку, почео је да расте број заражених туфусом, чија ће епидемија у наредним месецима однети неколико десетина хиљада живота широм Србије. Србија је постала толико угрожена да јој је претило заробљавање од Бугара. Да би то спречила српска влада се евакуисла у Косовску Митровицу и Крушевац (16. октобра 1915), само десетак дана пре бугарског улаза у Ниш. Заједно са државном администрацијом, на путу са српском владом кренуо је и целокупни дипломатски кор. Град Ниш је препуштен Бугарима који улазе у њега 6. новембра 1915. године и постају његови господари у наредне три године. Тако је отпочео егзодус српског народа у албанској голготи у Великом рату.

### Повлачење српске војске и њеног санитета кроз Србију (30. септембар — 24. новембар, 1915)
Првобитни план да повлачење српске војске иде преко Македоније према Грчкој је осујетила Бугарска подмуклим нападом на српску војску са леђа. Зато је почело повлачење српске војске и дела народа преко Црне Горе и Албаније, до албанског приморја. Повлачење је извршено под веома неповољним условима: по зими и снегу, са слабо одевеним и обувеним, гладним војницима, који су често били под борбом против албанских наоружаних група. 
Од Београда преко Рашке до границе Србије, повлачење српске војске и њеног војног санитета одвијало се уз много проблема. Последње наређење о санитетском збрињавању војске Врховна команда издала је санитету на линији санитетског збрињавања Крагујевац – Краљево, што је имало низ негативних последица. Сви каснији поступци представљали су самоиницијативу лекарског особља у духу општих наређења, а последице наступајућег стања и дезорганизације најбоље је описао др Светислав Стефановић: 
...Док су из Рашке рањеници евакуисани за Митровицу и Нови Пазар, из тих вароши враћани су наши рањеници у Рашку... Из Митровице слати су наши рањеници у Приштину, док су отуда упућивани други у Митровицу...
На том путу, преко Косова и Метохију, свуда је остављена опрема многих сталних и резервних војних болница (Београд, Ниш, Крагујевац, Ваљево, Зајечар, Смедеревска Паланка, Младеновац, Јагодина, Параћин, Књажевац, Крушевац, Краљево, Врњачка Бања, Чачак, Ужице, Алексинац, Врање, Врањска бања, Лесковац, Нови Пазар, Скопље и на крају Косовска Митровица, Приштина, Призрен, Пећ и Битољ.). У већем броју болница на тим правцима остављани су тешки рањеници и болесници и са њима одређен број санитетског особља (лекара, медицинара, апотекара, болничара) сходно одредбама Женевске конвенције. У јесен 1915. године на том путу повлачења сва архива војног санитета спаљена је у Краљеву.
Снажан продор напријатеља са севера и истока Србије условио је 21. октобра 1915. повлачење Моравске сталне војне болнице;...„једине српске санитетске формације која је остала формација и током Катастрофе, повлачећи се од Ниша па до Скадра, па кроз глибове дивљег албанског приморја, до Вида, Острва Смрти, на коме је одмах дејствовала“...
Америчкој мисији др Владимир Станојевић је предао 1.300 рањеника заједно са др Божидаром Замфтом, да сачека непријатеља, а у повлачење је кренуло целокупно особље болнице са јединицом од 500 регрута моравске болничке чете, „... са више хране за људе и стоку него ли болничких ствари...“
Упоредо са војском повлачио се и велики збег становништва, почиње голгота кроз снегом завејане планине Црне Горе и Албаније. Хиљаде и хиљаде мртвих пратило је траг огромне колоне, неки су сахрањивани, а многи и без гроба остајали поред пута. Повлачење је било тешко и напорно и трајало је три месеца све до 21. јануара 1916.

#### Болница у Призрену
Десет дана касније, 1. новембра 1915. болница је преко Куршумлије стигла до Приштине. Закаснивши да се споји са Моравском дивизијом, њен управник је самоиницијативно одлучио да болница самостално настави према Липљану и Призрену. У Призрену је болница боравила десет дана заједно са хиљадама војника и избеглица, Владом и Врховном командом српске војске. Продор Бугарске војске онемогућио је повлачење према битољу и Грчкој. У Призрену је извршена реорганизација болнице. Санитетска чета Моравске дивизије додељена је као део пратње Врховне команде, а остатку болнице наређено је да у Ђаковици заједно са црногорским властима организује збрињавање рањеника и болесника и њихову евакуацију на територију Црне Горе. У Ђаковици, где је болница боравила седам дана, др Владимир Станојевић је основао болницу са 150 кревета, амбуланту и кухињу. И поред наређења да збрињава само официре команда болнице је самоиницијативно лечила све категорије болесника.

#### Болница у Ђаковици
Моравској сталној војној болници у Призрену је предат материјал неколико расформираних болница, и уместо да се повлачи тешким путем преко Љуме, наређено да у Ђаковици, у договору са црногорским властима, организује збрињавање рањених и оболелих официра, и њихов транспорт у дубину црногорске територије.
После напуштања Ниша, у Ђаковици је по први пут Моравска стална војна болница могла да се смести на дуже време и почне редовне активности.
 
Снабдевена новцем и са три тоне брашна, болница је организована са 150 лежајева. Поред болнице, посебно су организоване војничка амбуланта и кухиња. Потреба за овим службама била је велика и неодложна, а њиховом организацијом болница је на себе преузела велики задатак, будући да је ту упућивано мноштво изгладнелих и промрзлих војника који су успут изгубили своје јединице. Команда болнице је ову активност спровела самоиницијативно, будући да је било предвиђено да збрињава само официре.

#### Болнице у Тирани, Драчу и Каваји
Оболело људство на левом маршевском правцу према јадраннсој обали прихваћено је први пут на организовано збрињавање тек кад су челне јединице ристигле у Тирану, формиране су болнице у Тирани а потом и Елбасану. На челу болница у Тирани, која је формирана у девет зграда са 1500 болесника био је др Никола Христић, а у болници у Елбасану др Никола Благојевић). Ове две болнице биће касније евакуисане у Драч и Кавају.
Болнице у Тирани, Драчу и у Каваји биле су нешто боље снабдевене захваљујући томе што је битољска стална војна болница при евакуацији изнела и сачувала највећи део санитетског материјала. По евакуацији болнице у Тирани у њој је, према сведочењу лекара Резервних трупа, остало свих 1.500 болесника.
Драчка болница служила је и за регулисање евакуације болесника и реконвалесцената тако што је реконвалесценте и болеснике припремала за транспорт бродовима и лађама. Прилике у тој болници биле су тешке. Због великог броја оболелих који се свакодневно повећавао, из дана у дан, стално се ширио обим болнице на суседне зграде. Подизани су нови шатори, придруживале се нове пољске болнице, отварала нова одељења у Раштбулу.
Од 13. децембра до 26. јануара 1916. у драчкој болници лечена су 1.702 болесника, од којих су умрла 492. Међутим кроз ову болницу прошло је далеко више војника од броја који је наведен, јер се поуздано зна да је ту издвојено и остало сво слабо људство које није могло маршевати за Валону. Већина њих потражила је помоћ или била ослоњена на драчку болницу у ишчекивању поморског транспорта.

### Вишеструка улога војног санитета у албанској голготи
Заједно са војним колонама (које су бројале 220.000 старешина и војника) одступало је и 200.000 старца, жена и деце, избеглица (од којих је трећина на овом путу умрла), и рањених војника. Вишеструка улога војног санитета у маршевању врлетима Албаније и Црне Горе огледала се у:
Збрињавање војника, старца, жена и деце
Новорањени и оболели војници старци жене и деце, нису заостајали за маршевском колоном, али се нису предавали непријатељу, већ су отступали са санитетском службом, од једне до друге санитетске станице на маршрути, представљајући посебну одговорност и велико оптерећење за организацији санитетског обезбеђења маршевске колоне. 
Исхрана и физичка заштити рањеника и болесника
Како су залихе хране понете пре отступања брзо потрошене настао је велики проблем како исхранити рањенике и болеснике. Санитетлије су разгртањем снега под плитком и оскудном земљом чупали маховину, папрат, лишајеве, лишће и корење и то стављали у казан. Тако су се хранили данима не би ли спасли болеснике и себе од глади.
А када је била добро организовала рад у привременим болницама саниет је добијао задужење да спрема храну и за српске цивиле и болеснике у црногорској болници. На пример:
Баш као и у Ђаковици, и у Скадру је команда болнице организовала исхрану за војнике без команде, па је после набавке шест великих казана, поново уз помоћ Црвеног крста, почела свакодневна прехрана више од четири хиљаде људи.
Евакуација санитетског материјала и медицинске опреме
И поред свих напрезања санитетске службе, није успела да сачува санитетски материјал. Наиме на правцу Жљеб—Беране није било немогуће провести воловска кола са санитетским материјалом, који је остављен успут због тешких метеоролошких услова, глади физичке исцрпљености и великог закрчења путева избеглицама које су нападали побуњени Арбанаси.
Главнина српског санитета, на челу са Моравском сталном војна болницом из Ђаковице премештена у Пећ, у који је кренула 17. новембра 1915. године. Након доношења одлуке о повлачењу пеко Албаније и Црне Горе, 21. новембра/4. децембар 1915. године, преко Ругова, краћег али мукотрпнијег правца, прешли су српски лекари и друго медицинско особље, а преко Жљеба, за Беране прешла је комора са опремом и болесницима.
За шест дана марша (од 21. новембар/4. децембар - 28. новембар/11. децембар), преко Андријевице, главнина санитета са Моравском сталном војна болницом стигла је у Подгорицу. У град на Морачи доспело је само људство, али не санитетски материјал, јер преко Жљеба није било могуће провести воловска кола.

### Губици српског војног санитета након албанске голготе
Пратећи ратни напор Краљевине Србије њен санитет, војни и грађански, поднео је велике жртве, које приказане у бројкама изгледају овако:
- погинулих и умрлих лекара – 122
- умрлих стоматолога – 1
- умрлих лекара странаца у српској војсци – 25
- умрлих студената медицине – 20
- умрлих старијих доктораната – 4
- умрлих заробљених лекара на раду у српским војним болницама – 11

## Српски војни санитет у изгнанству
Српску восјку, њен санитет и избеглице са Албанске обале превозило је шест великих италијанских прекоокеанских бродова, 2 помоћне француске крстарице, 6 бродова-болница (5 италијанских, 1 француски), 2 мала италијанска брода-амбуланте, 34 средња и мала пароброда и помоћних пловила (15 италијанских, 15 француских, 4 енглеска). Укупно: 28 италијанских, 17 француских и 5 енглеских бродова. Од 12. децембра 1915. до 22. фебруара 1916. овим бродовима превезено је око 300.000 људи, српских војника и избеглица, укључујући и 22.928 српских ратних заробљеника (махом Аустроугара).

## Реорганизација и устројство, војног санитета на Грчком тлу
Доласком на Крф, расформиране су скоро све дотадашње српске санитетске установе, а нова организација установљена је после потписивања споразума 6. априла 1916. године у Паризу. Делови тог француско-српског споразума који су се тицали организације санитетске службе били су за Србе умногоме неповољни.
Српске санитетске установе биле су по Париском споразуму предвиђене само до нивоа оперативне војске. 
- Одређена су; по три алпинска завојишта за сваку дивизију (једно за хируршке случајеве, друго за заразне болести, треће за остале потребе).
- Срби нису имали права на сопствене армијске болнице, и на оснивање специјалистичких служби. Оваква организацију хируршке службе, сматране је „телом без главе”. Јер, треба знати да је у лечењу рањеника једна од најважнијих мера спровођење јединствене хируршке доктрине, а она је на дивизијском ниво била прекинута.

## Српски војни санитет на Солунском фронту
Након двомесечне обуке, почетком јула 1916. године српски војници запоседају сектор на Солунском фронту. Солунски фронт је ангажовао око 600 хиљада војника са обе стране линије фронта. Српска влада и официрски кругови са тешком муком успели су да обезбеде постојање „српског сектора“ на Солунском фронту, чиме је избегнута могућност да војници буду размештени и одвојени по различитим савезничким јединицама. Војска Краљевине Србије запосела јр положаје на тешко приступачним Могленским планинама, које су у том периоду представљале међудржавну границу Краљевине Србије и Краљевине Грчке.
Све ове активности пратило је и размештање српског војног санитета уз бројне пробелеме. Наиме према новој организацији српске санитетске службе установљеној после потписивања 6. априла 1916. године у Паризу, француско-српског споразума, Срби, по овом споразуму нису имали права на сопствене армијске болнице, и на оснивање специјалистичких служби, јер су српске санитетске војне установе биле предвиђене само до нивоа оперативне војске. Српском војном санитету одређена су по три алпинска завојишта за сваку дивизију, једно за хируршке случајеве, друго за заразне болести, треће за остале потребе. Париски споразум, и нова организација санитета тешко је пала српским војним лекарима а нарочито хирурзима, а посебно оцу српске ратне хирургије др Михајлу Мики Петровићу, који је овако реаговао: 
Ми се (војни) лекари љутимо, кад нам резервни санитетски официри пребаце да је (на Солунском фронту) на њима лежао највећи део посла... Требало је заћи на фронт и уверити се да је био процентуално несразмерно мали број активних санитетских официра према резервним, док је у исто време у Солуну (по канцеларијама и надлештвима) процентуално био несразмерно велики број активних према резервним. Као да је девиза Санитета Врховне команде била: резерва на фронт, актива у позадину! А при све том наш санитет уопште није био малобројан.“
У помоћ српском санитету поново су стигле и биле прве, шкотске жене са три болнице и транспортном јединицом. Дошле су и санитетске мисије из других делова Комонвелта: из Аустралије, Новог Зеланда, Канаде. Стигло је укупно 60 жена, почев од болничарки и возача санитетских возила до лекара и хирурга. Биле су то одлично опремљене транспортне јединице, које су преузеле најзначајнији део евакуацију рањеника из Горничевске битке и са Кајмакчалана.

## Епилог
Цена учешћа у рату била је за Србију изузетно висока:
- Српска војска изгубила је око 369.000 официра, подофицира и војника, укључујући и око 114.000 тешких рањеника и трајно онеспособљених становника.
- Земља је 1915. године била изложена и епидемији тифуса, у којој је страдало око 135.000 становника.
- У односу на бројност популације Краљевина Србија је у Првом светском рату имала  највећи проценат  страдалих, како међу војницима, тако и међу цивилним становништвом.